# We Come to the River
We Come to the River (Vamos al río, en español) es una ópera con música de Hans Werner Henze compuesta en 1974 sobre un libreto de Edward Bond con los horrores de la guerra como tema. Se estrenó el 12 de julio de 1976 en la Royal Opera House de Londres bajo la dirección de David Atherton.

## Personajes
| Personajes                | Tesitura     | Reparto del estreno, 12 de julio de 1976 (Director: David Atherton) |
| ------------------------- | ------------ | ------------------------------------------------------------------- |
| Joven mujer               | soprano      | Josephine Barstow                                                   |
| Mujer del segundo soldado | soprano      | Felicity Lott                                                       |
| Rachel                    | soprano      | Deborah Cook                                                        |
| May                       | soprano      | Valerie Masterson                                                   |
| Emperador                 | mezzosoprano | Josephine Veasey                                                    |
| General                   | barítono     | Norman Welsby                                                       |
| Primer soldado            | tenor        | Siegfried Jerusalem                                                 |
| Segundo soldado           | tenor        |                                                                     |
| Mujer vieja               | mezzosoprano | Yvonne Kenny                                                        |
| Desertor                  | tenor        |                                                                     |
| Tercer soldado            | barítono     |                                                                     |
| Cuarto soldado            | barítono     |                                                                     |
| NCO                       | barítono     |                                                                     |
| Gobernador                | barítono     |                                                                     |
| Doctor                    | bajo         |                                                                     |
| Aide                      | bajo         |                                                                     |
| Hillcourt                 | mimo         |                                                                     |